# B&M Fabrics
B&M Fabrics (повна назва — Boelaert & Moens bvba) — бельгійська текстильна компанія, виробник тканин для штор. Заснована у 1949 році як сімейний магазин штор. Головний офіс розташовується в Герзеле, Східна Фландрія.
У колекціях фабрики представлені тканини, що не пропускають світло (blackout), тюлі та тканини для кухні. В асортименті також широко представлені традиційні жакардові тканини з класичним або сучасним дизайном, щільні та делікатні по текстурі, гладкі та рельєфні, однотонні й орнаментальні, з великою кількістю відтінків.